# Actinoscyphia
Actinoscyphia is een geslacht van zeeanemonen uit de familie van de Actinoscyphiidae.

## Soorten
- Actinoscyphia plebeia (McMurrich, 1893)
- Actinoscyphia aurelia (Stephenson, 1918)
- Actinoscyphia saginata (Verrill, 1882)
- Actinoscyphia verrilli (Gravier, 1918)